# Кафу Нагаи
Кафу Нагаи (永井 荷風 Nagai Kafū, 1879-1959), је био псеудоним јапанског аутора, драмског писца, есејисте и писац дневника Нагаи Сокићи (永井 壮吉). Његова дела су позната по описима живота у Токију почетком 20-тог века, нарочито међу гејшама, проституткама, кабаретским плесачицама и осталим становницима живахних забавних области у граду

## Биографија
Кафу је рођен као најстарији син високо постављеног чиновника Нагаи Кјућиро (永井 久一郎), који је имао 28 година, и Нагаи Цуне (永井 恆) која је имала 19 година. Кјућиро је био научник, бирократа и бизнисмен који је касније постао познат по својој кинеској поезији. Кафу је имао троје браће и једну сестру. Када је други син рођен 1883, Кафу је послат да живи са мајчином породицом. 1884. је похађао вртић који је сарађивао са Оћаномизу женским учитељским колеџом. Кафу се вратио кући код родитеља јануара 1886. када је почео да иде у основну школу.
1891.је похађао приватну школу на енглеском у Канда, у Токију. 1894. се разболео, претпоставља се од туберколозе, и провео је пар месеци током 1895. у болници у Одавари. Са учењем шанкухаћи и кинеске поезије је почео 1896, са 17 година. У фебруару наредне године, обавио је прву од својих многих посета дистрикту црвеног светла у Јошивари. Исте године је дипломирао у средње школе и није положио пријемни испит за универзитет. Заједно са својом мајком и млађим братом је посетио Шангај, где је његов отац радио за бродску компанију Нипон Јусен. Вратио се у Јапан у пролеће и уписао се у одељење за кинески језик институције за образовање на страним језицима која је повезана са Вишом трговинском школом.

Године 1898,је почео са писањем кратких прича и учио са новелистом Хироцу Рјуро (広津 柳浪). 1899. године је учествовао у писању и извођењу ракуго и напустио је школу страних језика. 1900. године је почео да објављује кратке приче. 1901. године се кратко запослио као новинар и почео је да учи француски језик. Након што је посетио Француску, Нагаи је написао:
"Без обзира колико сам желео да запевам западне песме, све су биле веома тешке. Да ли сам ја, рођен у Јапану, имао избора осим да певам јапанске песме? Да ли је постојала јапанска песма која је изразила моје садашње осећање - путник који се уронио у љубав и уметност у Француској, али се сада враћао на крајњи крај оријента где би само смрт пратила мој монотон живот ?... Осећао сам се тотално напуштено. Припадао сам нацији која није имала музику за изражавање емоција и напетости"
Временска линија базирана на белешкама Нагаи, која је додана 11. рукописном обиму Данћотеи Нићиђо:
- 1903: Путује у Сједињене Америче Државе. Остаје у Такоми ,Вашингтону.
- 1904: Посећује изложбу Ст. Луис. Уписује се на колеџу Каламазоо у Мичигену.
- 1905: Сели се у Њујорк и почиње да ради за јапанску банку.
- 1906: Путује у Лион, Париз и Лондон, а затим се враћа у Јапан. Објављује америчке приче
- 1907: Објављује Фурансу Моногатари (француске приче), које су одмах потиснуте.
- 1908. године (са три француске туристичке приче, избрисане из каснијих издања).
- 1908-11: Објавио је пуно прича и изведене су неке представе. Студије на колеџу Каламазоо у Мичигену.
- 1912: Жени се.
- 1913: Отац умире. Објављује збирку преведених песама. Развео се. Узима љубавницу.
- 1914: Опет се жени.
- 1915: Објављена антологија радова. Опет се разводи. Живи неколико месеци у кући гејше.
- 1916: Покреће књижевни часопис.
- 1918: објављен први обим прикупљених радова.
- 1919: објављена друга и трећа збирка прикупљених радова. Узима љубавницу.
- 1920: Представа изведена у Царском позоришту. Узима љубавницу.
- 1921-22: Неколико представа изведених у Токију.
- 1923-44: Наставља да пише, иако публикације постају мање учестале.
- 1945: Дом у Токију уништен у ваздушним нападима. Иде у стан, који је такође уништен.

Током Другог светског рата количина објављене јапанске литературе била је ограничена услед екстремних цензура од стране Владе, која је настојала да подстакне уметнике и писце да усмере свој фокус на ратне напоре. Нагаи Кафу је постао један од побуњеника који се супроставио Влади и наставио да пише. Као резултат успео је да задржи свој статус као популаран писац романа током рата. После рата многи јапански аутори су били емоционално и психолошки погођени, а ефекти су почели да се приказују у нарацијама, песмама и есејима везаним за смрт, болест, очај и пораз. Међутим, пошто Нагаи Кафу није допринео ратним напорима, пораз на њега није утицао толико тешко и наставио је да пише о стварима које је волео у животу, а посебно о гејшама, проституткама и плесачицама, све док није умро 30. априла 1959. године, од чира на желуцу. Издање његових прикупљених радова је објављено од стране Иванами Шотен-а 1990. и има до 30 томова.

## Стил писања
Његов стил писања је варирао зависно од његовог жанра и публике. Одражавајући се на његову студију класичног кинеског и његова читања предмодерних јапанских текстова, његови дневници и неки његови есеји написани су у високом литерарном бунго (文語) стилу. Супротно томе, већина његових представа и романа је написана у модерном стилу, типичном за еру у којој је писао, а дијалог који његови ликови причају чини се посебно природним и непромењеним.

## Главни радови
Међу главним радовима су:
- American Stories (あめりか物語, Amerika Monogatari, 1908; modern English ed., Columbia University Press, 2000).
- Geisha in Rivalry (腕くらべ, Ude Kurabe, 1916-1917)
- A Strange Tale from East of the River (濹東綺譚, Bokutō Kidan, 1937)
- Његови дневници, посебно Danchōtei Nichijō (断腸亭日乗, написани 1917-1959)
- During the Rains & Flowers in the Shade
- Sumida River (すみだ川, Sumidagawa, 1911)